# Саратовская (станица)
Саратовская — станица в муниципальном образовании «город Горячий Ключ» Краснодарского края. Административный центр Саратовского сельского округа.

## География
Населённый пункт расположен на реке Псекупс (левый приток Кубани), в 13 км к северо-востоку от города Горячий Ключ.

## История
Станица основана в 1864 году как Псекупская, в 1867 году великим князем Михаилом была переименована в Саратовскую. У адыгов носит название адыг. Ашухьа́бл — «квартал Аушевых».
С 14 сентября по 20 октября 1941 года в станице формировалась 347-я стрелковая дивизия.

## Население
| 1979 | 2002  | 2010  | 2021  |
| ---- | ----- | ----- | ----- |
| 5107 | ↗6039 | ↗6567 | ↗7083 |

## Археология
Между станицей Саратовской и хутором Сорокин находится палеолитическое местонахождение Игнатенков Куток. Культуросодержащий слой стоянки Игнатенков Куток относится к морской изотопной стадии MIS 9 (~330—290 тыс. л. н.), что соответствует внутририсскому межледниковью среднего плейстоцена. Каменная индустрия стоянки определяется как ашельская, содержит рубила, пики и другие крупные режущие орудия.